# اتحاد بوركينا فاسو للكشافة
اتحاد بوركينا فاسو للكشافة هو الاتحاد الوطني للكشافة في بوركينا فاسو، تأسس في عام 1943، وأصبح عضوا في المنظمة العالمية للحركة الكشفية عام 1972 تحت اسم فولتا العليا. شارك الاتحاد في العديد من الأنشطة التعليمية ويبلغ عدد أعضاء الاتحاد 9398 عضو اعتبارا من عام 2011.